# Llista de monuments de Begues
Llista de monuments de Begues inclosos en l'Inventari del Patrimoni Arquitectònic Català per al municipi de Begues (Baix Llobregat). Inclou els inscrits en el Registre de Béns Culturals d'Interès Nacional (BCIN) amb la classificació de monuments històrics i els béns culturals d'interès local (BCIL) de caràcter arquitectònic.
| Monument                                                    | Protecció | Estil/època                       | Localització                                                                           | Coordenades                                          | Codi?     | Imatge |
| ----------------------------------------------------------- | --------- | --------------------------------- | -------------------------------------------------------------------------------------- | ---------------------------------------------------- | --------- | --- |
| Corral d'en Romagosa                                        |           | Obra popular                      | Begues Camí Plana Novella a Begues                                                     | 41° 18′ 16″ N, 1° 53′ 30″ E / 41.304397°N,1.891735°E | IPA-18098 | Corral d'en Romagosa (Begues) · Vegeu més fotos d'aquest monument · Carregueu una nova foto d'aquest monument                                        |
| Vallgrassa                                                  |           | Obra popular                      | Begues Camí de la Plana Novella a Castelldefels                                        | 41° 17′ 11″ N, 1° 52′ 39″ E / 41.286361°N,1.877375°E | IPA-18099 | Vallgrassa (Begues) · Vegeu més fotos d'aquest monument · Carregueu una nova foto d'aquest monument                                                  |
| Carxol                                                      |           | Obra popular XVIII                | Begues Camí Plana Novella a Begues, a 3 km de Plana Novella                            | 41° 18′ 02″ N, 1° 53′ 10″ E / 41.300453°N,1.886151°E | IPA-18100 | Carregueu una nova foto d'aquest monument |
| Mas Jaques                                                  |           | Obra popular XVIII                | Begues 2 km nord Plana Novella                                                         | 41° 18′ 34″ N, 1° 51′ 42″ E / 41.309573°N,1.861770°E | IPA-18101 | Mas Jaques (Begues) · Modifica el valor a Wikidata · Carregueu una nova foto d'aquest monument                                                       |
| Església de Sant Cristòfol                                  |           | Gòtic tardà, Renaixement XVI      | Begues C. Alacant, 8, barri de la Rectoria                                             | 41° 19′ 45″ N, 1° 56′ 38″ E / 41.329037°N,1.943871°E | IPA-18102 | Església de Sant Cristòfol (Begues) · Vegeu més fotos d'aquest monument · Carregueu una nova foto d'aquest monument                                  |
| Masia de Can Vendrell                                       |           | Obra popular XVI, XIX             | Begues C. Sant Climent, 18                                                             | 41° 19′ 53″ N, 1° 56′ 33″ E / 41.331383°N,1.942476°E | IPA-18106 | Carregueu una nova foto d'aquest monument |
| Can Térmens                                                 |           | Obra popular XVIII, XX            | Begues Camí de Can Térmens                                                             | 41° 19′ 47″ N, 1° 54′ 30″ E / 41.32975°N,1.908214°E  | IPA-18107 | Carregueu una nova foto d'aquest monument |
| Residència Comunitat Pare Manyanet, Ca n'Amell              |           | Modernisme XIX                    | Begues C. Sant Climent, 8                                                              | 41° 19′ 55″ N, 1° 56′ 33″ E / 41.331812°N,1.942596°E | IPA-18108 | Residència Comunitat Pare Manyanet (Begues) · Vegeu més fotos d'aquest monument · Carregueu una nova foto d'aquest monument                          |
| Hotel Jaume Petit                                           |           | Modernisme XX (1915)              | Begues Camí Reial, 16 - C. Jaume Petit                                                 | 41° 19′ 55″ N, 1° 55′ 08″ E / 41.331894°N,1.918861°E | IPA-18109 | Hotel Jaume Petit (Begues) · Vegeu més fotos d'aquest monument · Carregueu una nova foto d'aquest monument                                           |
| Can Pairot Romagosa                                         |           | Noucentisme XX (1923)             | Begues Camí Reial, 4                                                                   | 41° 19′ 52″ N, 1° 55′ 16″ E / 41.331073°N,1.921005°E | IPA-18110 | Can Pairot Romagosa (Begues) · Vegeu més fotos d'aquest monument · Carregueu una nova foto d'aquest monument                                         |
| Petit Casal, El Colmado                                     |           | Eclecticisme XIX-XX               | Begues Pg. de l'Església, 1 - c. Major                                                 | 41° 19′ 52″ N, 1° 55′ 20″ E / 41.331008°N,1.922223°E | IPA-18111 | Petit Casal (Begues) · Vegeu més fotos d'aquest monument · Carregueu una nova foto d'aquest monument                                                 |
| Cal Julià, edifici al carrer Major - Anselm Clavé           |           | Noucentisme XX                    | Begues C. Major, 55 - c. Anselm Clave                                                  | 41° 19′ 50″ N, 1° 55′ 26″ E / 41.33053°N,1.923893°E  | IPA-18112 | Cal Julià (Begues) · Vegeu més fotos d'aquest monument · Carregueu una nova foto d'aquest monument                                                   |
| Can Torres, Casa de la Vila                                 |           | Eclecticisme XIX                  | Begues Av. Torres Vilaró, 4                                                            | 41° 19′ 49″ N, 1° 55′ 29″ E / 41.330264°N,1.924612°E | IPA-18113 | Can Torres (Begues) · Vegeu més fotos d'aquest monument · Carregueu una nova foto d'aquest monument                                                  |
| Magatzem                                                    |           | Obra popular                      | Begues C. Major                                                                        |                                                      | IPA-18114 | Carregueu una nova foto d'aquest monument |
| Cal Marcel Ventura, edifici a l'avinguda Torres Vilaró      |           | Noucentisme XX (1918)             | Begues Av. Torres Vilaró, 1                                                            | 41° 19′ 50″ N, 1° 55′ 28″ E / 41.33043°N,1.924565°E  | IPA-18115 | Cal Marcel Ventura (Begues) · Vegeu més fotos d'aquest monument · Carregueu una nova foto d'aquest monument                                          |
| Cal Forner, edifici al carrer Major, 6                      |           | Noucentisme XX (1926)             | Begues C. Major, 6 - c. Puigmoltó                                                      | 41° 19′ 52″ N, 1° 55′ 19″ E / 41.331007°N,1.921915°E | IPA-18116 | Cal Forner (Begues) · Vegeu més fotos d'aquest monument · Carregueu una nova foto d'aquest monument                                                  |
| Can Ferrer                                                  |           | Obra popular XVII                 | Begues C. Pallars, urb. Mas Ferrer                                                     | 41° 19′ 30″ N, 1° 55′ 04″ E / 41.325083°N,1.917719°E | IPA-18117 | Carregueu una nova foto d'aquest monument |
| L'Escorxador                                                |           | Noucentisme, modernisme XX (1930) | Begues Av. de Sitges 12                                                                | 41° 19′ 51″ N, 1° 55′ 06″ E / 41.330953°N,1.918423°E | IPA-18118 | L'Escorxador (Begues) · Vegeu més fotos d'aquest monument · Carregueu una nova foto d'aquest monument                                                |
| Can Sadurní                                                 |           | Obra popular XVII, XVIII          | Begues Pla de Cal Sadurní                                                              | 41° 20′ 38″ N, 1° 54′ 42″ E / 41.343968°N,1.911657°E | IPA-18119 | Can Sadurní (Begues) · Vegeu més fotos d'aquest monument · Carregueu una nova foto d'aquest monument                                                 |
| Villa Àngela                                                |           | Noucentisme XX Inici              | Begues Av. Torres Vilaró, 21                                                           | 41° 19′ 48″ N, 1° 55′ 37″ E / 41.329996°N,1.926851°E | IPA-18120 | Villa Àngela (Begues) · Vegeu més fotos d'aquest monument · Carregueu una nova foto d'aquest monument                                                |
| Ermita de Santa Eulàlia                                     |           | Obra popular XIX                  | Begues Barri de Santa Eulàlia                                                          | 41° 20′ 17″ N, 1° 54′ 55″ E / 41.338095°N,1.915412°E | IPA-18122 | Ermita de Santa Eulàlia (Begues) · Vegeu més fotos d'aquest monument · Carregueu una nova foto d'aquest monument                                     |
| Habitatge del porter i cotxeres de la Fundació Teodor Bosch |           | Eclecticisme XIX Final            | Begues Camí Reial, 13                                                                  | 41° 19′ 52″ N, 1° 55′ 13″ E / 41.331183°N,1.920228°E | IPA-18123 | Habitatge del porter i cotxeres de la Fundació Teodor Bosch (Begues) · Vegeu més fotos d'aquest monument · Carregueu una nova foto d'aquest monument |
| Església Col·legi de les Dominiques, Fundació Teodor Bosch  |           | Historicisme XIX Final            | Begues Camí Reial, 13                                                                  | 41° 19′ 52″ N, 1° 55′ 11″ E / 41.331028°N,1.919614°E | IPA-18124 | Església Col·legi de les Dominiques (Begues) · Vegeu més fotos d'aquest monument · Carregueu una nova foto d'aquest monument                         |
| Convent de les Germanes Dominiques, Fundació Teodor Bosch   |           | Eclecticisme XIX Final            | Begues Camí Reial, 13                                                                  | 41° 19′ 52″ N, 1° 55′ 12″ E / 41.331105°N,1.919909°E | IPA-18125 | Convent Germanes Dominiques (Begues) · Vegeu més fotos d'aquest monument · Carregueu una nova foto d'aquest monument                                 |
| Església parroquial de Sant Cristòfol                       |           | Obra popular XX (1940)            | Begues C. Ferran Muñoz, 27                                                             | 41° 19′ 55″ N, 1° 55′ 22″ E / 41.332020°N,1.922707°E | IPA-19433 | Església parroquial de Sant Cristòfol (Begues) · Vegeu més fotos d'aquest monument · Carregueu una nova foto d'aquest monument                       |
| Creu de Can Grau, Creu del Coll de Begues, creu de terme    |           | Gòtic XIV                         | Begues Pl. de l'Església - C. Ferran Muñoz, 27                                         | 41° 19′ 55″ N, 1° 55′ 21″ E / 41.331821°N,1.922543°E | IPA-30827 | Creu de Can Grau (Begues) · Vegeu més fotos d'aquest monument · Carregueu una nova foto d'aquest monument                                            |
| Creu del Pedró, Creu de la Rectoria, creu de terme          |           | Obra popular                      | Begues C. de St. Climent, campanar de la capella del col·legi de Sant Lluís            | 41° 19′ 55″ N, 1° 56′ 32″ E / 41.331810°N,1.942318°E | IPA-30837 | Creu del Pedró (Begues) · Vegeu més fotos d'aquest monument · Carregueu una nova foto d'aquest monument                                              |
| Creu d'Ardenya, creu de terme                               |           | XIX Final                         | Begues Camí moliner que comunica Begues amb Vallirana                                  | 41° 21′ 10″ N, 1° 55′ 01″ E / 41.352775°N,1.917081°E | IPA-30838 | Creu d'Ardenya (Begues) · Vegeu més fotos d'aquest monument · Carregueu una nova foto d'aquest monument                                              |
| Creu del Joncar, creu de terme                              |           | Obra popular                      | Begues Encreuament del camí Ral amb la ctra. de Gavà                                   | 41° 19′ 43″ N, 1° 56′ 19″ E / 41.328529°N,1.938604°E | IPA-30839 | Creu del Joncar (Begues) · Carregueu una nova foto d'aquest monument                                                                                 |
| Forn de calç de Cal Montau                                  |           | Obra popular XIX-XX               | Begues Ctra. BV 2411, km 13,5                                                          | 41° 20′ 09″ N, 1° 53′ 03″ E / 41.335895°N,1.884222°E | IPA-40710 | Carregueu una nova foto d'aquest monument |
| Forn de calç de la Creu                                     |           | Obra popular                      | Begues Cal Lluís del Coscó, nucli de la Creu                                           | 41° 19′ 10″ N, 1° 54′ 33″ E / 41.319444°N,1.909211°E | IPA-40711 | Carregueu una nova foto d'aquest monument |
| Forn de calç de Mas Grau                                    |           | Obra popular                      | Begues Mas Grau                                                                        | 41° 18′ 57″ N, 1° 54′ 15″ E / 41.315956°N,1.904252°E | IPA-40721 | Carregueu una nova foto d'aquest monument |
| Pou de gel les Tallarises, Begues Park                      |           | Obra popular XVII-XIX             | Begues A l'altra banda de la riera de Begues, al final del c. Pou de Glaç, Begues Park | 41° 20′ 07″ N, 1° 53′ 55″ E / 41.335376°N,1.898524°E | IPA-40722 | Carregueu una nova foto d'aquest monument |
| Forn de calç de Can Sadurní                                 |           | Obra popular                      | Begues Can Sadurní                                                                     | 41° 20′ 38″ N, 1° 54′ 39″ E / 41.343943°N,1.910918°E | IPA-40723 | Carregueu una nova foto d'aquest monument |
| Forn de calç del Mas Glaçat                                 |           | Obra popular XIX-XX               | Begues Pista de Mas Glaçat                                                             | 41° 19′ 30″ N, 1° 56′ 31″ E / 41.324965°N,1.941967°E | IPA-40724 | Forn de calç del Mas Glaçat (Begues) · Vegeu més fotos d'aquest monument · Carregueu una nova foto d'aquest monument                                 |
| Forn de calç de Mas Trabal                                  |           | Obra popular XIX-XX               | Begues Pista de la Clota                                                               | 41° 18′ 57″ N, 1° 55′ 46″ E / 41.315868°N,1.929366°E | IPA-40725 | Carregueu una nova foto d'aquest monument |
| Rajoleria del Mas Alemany                                   |           | Obra popular XX                   | Begues Mas Alemany, a 150 m a l'est                                                    | 41° 19′ 32″ N, 1° 57′ 16″ E / 41.325502°N,1.954409°E | IPA-40726 | Carregueu una nova foto d'aquest monument |
| Forn de calç de Ca n'Aimeric                                |           | Obra popular                      | Begues Carretera C-245                                                                 |                                                      | IPA-40727 | Carregueu una nova foto d'aquest monument |